# Souroubea crassipes
Souroubea crassipes är en tvåhjärtbladig växtart som först beskrevs av José Jéronimo Triana och Planch. och fick sitt nu gällande namn av Max Carl Ludwig Wittmack. Souroubea crassipes ingår i släktet Souroubea och familjen Marcgraviaceae. Inga underarter finns listade i Catalogue of Life.